# Bulgarosoma bureschi
Bulgarosoma bureschi är en mångfotingart som beskrevs av Karl Wilhelm Verhoeff 1926. Bulgarosoma bureschi ingår i släktet Bulgarosoma och familjen Anthroleucosomatidae. Inga underarter finns listade i Catalogue of Life.